# クルト・アルダー
クルト・アルダー（Kurt Alder, 1902年7月10日 - 1958年6月20日）は、ドイツの化学者。1950年、師のオットー・ディールスとともにノーベル化学賞を受賞した。

## 生涯
ドイツ帝国ケーニヒスヒュッテ（現ホジューフ）出身。工業地帯で生まれ、そこで初等教育を受けた。第一次世界大戦にドイツが敗北したため、ケーニヒスヒュッテを離れ、移住した。1922年から化学をベルリン大学で学び、後にキール大学へと移った。1926年、同大学でオットー・ディールスの下で博士号を得、1930年に助手、1936年には講師となった。講師となったその都市、レーヴァークーゼンのIG・ファルベンに移り、合成ゴムの研究に携わった。1940年、ケルン大学の実験化学・化学技術の教授及び化学研究所の所長となった。それ以降有機化学に関する研究を続け、150の論文を発表した。最も大きな成果といえるのがディールス・アルダー反応の発見である。彼の功績を称え、月のクレーターにアルダーの名が付された。ケルンで没。